# Justin Engel
Justin Engel (Núremberg, 1 de octubre de 2007) es un tenista profesional alemán.

## Trayectoria
En octubre de 2024, a los 17 años, Engel debutó en el cuadro principal del ATP Tour en el Torneo de Almatý tras recibir una Wild Card. Allí, derrotó a Coleman Wong en dos sets para conseguir su primera victoria en el cuadro principal del ATP Tour, convirtiéndose en el jugador más joven en lograrlo desde Carlos Alcaraz en 2020 y el primer jugador nacido en 2007 en ganar un partido ATP.